# جينا فون لانتنغهاوزن
جوانا «جينا» فون لانتنغهاوزن (بالسويدية: Johanna von Lantingshausen)‏ (1753-1809) ، نبيلة سويدية عرفت بكونها من المحرضات على المظاهرات السياسية التي قامت بها النساء النبيلات ضد غوستاف الثالث في معارضة قانونه البرلماني لعام 1789.

## حياتها
كانت ابنة كل من الكونت إريك فون ستوكنستروم ويوهانا بيدوير، تزوجت في عام 1777 من البارون ألبريكت فون لانتنغهاوزن. كانت جوانا شخصية اجتماعية شهيرة ومعروفة بأدائها في مسرح الهواة الخاص بغوستاف الثالث من السويد، و قبلها كانت وصيفة شرف لصوفيا ماغدالينا الدنماركية وصديقة شخصية لملكة هيدفيغ إليزابيث شارلوت من هولشتاين-غوتورب. كما كانت صديقة شخصية لغوستاف الثالث من السويد: مذكور كيف أنها، في قلعة غريبشولم في شتاء عام 1776، هي والملك و هيدفيغ إيليونورا فون فيرسن أقنعوا كل من يوهان جابرييل، ليفنهاوبت وأدولف لودفيج هاميلتون للانضمام اليهم في مزحة لإيقاظ الخدم ليلا عن طريق مفاجأتهم في أسرتهم.

### الصراع مع الملك
في الاجتماع العاصف للعقارات عام 1789 ، كان غوستاف الثالث بحاجة إلى الدعم لمواصلة الحرب الروسية السويدية المستعرة، دخل الملك في صراع مفتوح مع النبلاء، الذين عارضوا الحرب وقانون الاتحاد والأمن؛ استعان الملك بمالكي العقارات الأخرى لهزيمة النبلاء وقبع العديد من ممثلي النبلاء في الإقامة الجبرية والسجن. تسبب هذا في القطيعة بين غوستاف الثالث والنبلاء، وقد تجلى ذلك من خلال مقاطعة اجتماعية له بقيادة النساء الأعضاء في الطبقة الأرستقراطية؛ أظهرت النساء النبيلات مقاطعتهن السياسية لآرائه من خلال رفض جميع الدعوات الاجتماعية أو الخاصة معه في منزله الشخصي؛ تظاهروا أيضا من خلال زيارة الأميرتين وهيدفيغ إليزابيث شارلوت من هولشتاين جوتورب وصوفي ألبرتين السويدية ، واللتان كانتا معروفاتين بأنهما تعارضا غوستاف الثالث. كانت جينا فون لانتنغهاوزن زعيمة هذه المظاهرة السياسية للنبلاء، ويقال إنها كانت المحرض عليها. وجهت حركتهم هذه إهانة إلى غوستاف الثالث فشبه ما يقوموا به من مظاهرة سياسية بعفاريت الثورة الفرنسية، وقيل أن كان يخشى اقتحام النساء لجناحه الخاص كما حصل في المسيرة النسوية نحو قصر فرساي. أجاب على مظاهرتها من خلال كتابة وأداء مسرحية سخر فيها علانية من جينا فون لانتنغهاوزن. هذه المظاهرة أفقدت غوستاف الثالث أصدقائه السابقين، حيث قضى المزيد من الوقت منغمسا في العربدة مع العاهرات. أدت المظاهرات إلى بدء صراع مع الملكة في خريف عام 1790. ففي ذلك الخريف، اختار الملك البقاء في المقر الصيفي لقصر دروتنينهولم حتى الخريف بسبب المقاطعة الاجتماعية، لكن الملكة عادت إلى العاصمة دون موافقته، الأمر الذي جعله يتهمها بأنها تعرضت للتلاعب من قبل معارضاته.
انتهى هذا الصراع بإظهار سلطة الملك: فبحث عن من ستصبح عبرة لغيرها، واختيرت جينا فون لانتنغهاوزن لتأخذ هذا الدور كزعيمة المظاهرات. في عام 1790، طردها غوستاف الثالث رسمياً من البلاط ومن جميع الأماكن التي كان من الممكن لها أن تتصل ضمنها مع أعضاء المنزل الملكي، مثل الأوبرا الملكية السويدية . طلبت جينا من أحد المسؤولين إرسال قرار الملك وقراءته عليها، فقام مسؤول الشرطة بقراءته في صالونها حيث جمعت ضيوفها. تم ذكر هذا الحدث في العديد من المذكرات والرسائل واليوميات المعاصرة و أعتبر فضيحة، خاصةً أنه تلي من قبل الشرطي الذي كانت مهمته إلقاء القبض على المومسات. إدى هذا إلى إخماد شعبية المعارضة الأرستقراطية ضد غوستاف الثالث خلال سنواته الأخيرة كملك. استمر نفيها حتى وفاة غوستاف الثالث.

## في الخيال
تم تصوير جينا فون لانتنغسهاوزن في رواية Pottungen ( طفلة تشامبر بوت) لأنا لاستاديوس لارسون من عام 2014 ، حيث أصبحت، إلى جانب أولريكا باش وآنا ماريا لينجرن وأولريكا ويدستروم وماريان إرينستروم وصوفي فون فيرسن، عضوة في جمعية الجوارب الزرقاء التي أسستها هيدفيغ إليزابيث شارلوت من هولشتاين-غوتورب.